# 月野兔
月野兔，中文暱稱為小兔或阿兔，在美國旧版改編中更名為Serena Tsukino或Bunny Tsukino，是武內直子的日本漫畫《美少女戰士》的女主角之一，也是第一女主角。該漫畫於1991年12月28日出版的日本少女漫畫雜誌《Nakayoshi》中發表，而月野兔是在該漫畫的第一章《阿兔—Sailor Moon》中登場，她是個無憂無慮的中學女生，因緣際會下擁有變身成為水手月亮的能力，更成為眾水手服戰士的領袖。月野兔最初認為自己只是個平凡普通的女孩，後來被揭示為月亮王國公主希蕾妮蒂（プリンセス・セレニティ）的轉世。
在《美少女戰士》中，月野兔遇見一隻會說話的神奇黑貓露娜，露娜正在尋找月亮公主的蹤影。露娜向阿兔透露註定要從邪惡勢力中拯救地球，並給她一個胸針以變身成為美少女戰士。她請阿兔尋找並團結眾水手服戰士、尋找倩妮迪公主及保護「銀水晶」。隨著阿兔漸趨成熟，她成為了一名強大的戰士以捍衛她的家園—地球，以防止那些邪惡力量的傷害。阿兔被描繪為一個無憂無慮的快樂女孩，當事情不順利的時候就會變成愛哭鬼。
作為主角人物，阿兔於每一集的電視動畫、電視特別節目、動畫改編的原創動畫錄影帶（OVA）及電影中均會出現，如《美少女戰士》及《美少女戰士Crystal》，以及實時動作改編的《美少女戰士真人版》。她過出現於其姊妹系列《水手戰士V》中作友情客串。她成為了滑稽模仿的主題，並出現於特別活動中。大部分的觀眾都是於漫畫系列改編的動畫《美少女戰士》中認識月野兔。觀眾對月野兔的評價很大程度上都是積極的，而她被公認為有史以來最重要及最受歡迎的女性超級英雄之一。
動畫版的主要日語配音員是三石琴乃，而三石琴乃於患病住院期間暫時由荒木香惠接替；實時動作改編的劇集版本是由澤井美優飾演；音樂劇分別由六位演員飾演，分別為大山安座（現ANZA）、原史奈、神户美有纪、黑木真里奈、大久保聡美、野本ほたる。
台灣於1995年5月31日在華視首播，中文翻譯為林小兔，变身后叫月光仙子。但從MOMO親子台翻譯版起，給她還原正確中文翻譯為月野兔，变身后叫水手月亮。

## 人物性格
月野兔最初被介紹為20世紀生活於東京十幾歲的平凡中學女生。雖然善良，但她是個冒失的愛哭鬼。有一天，月野兔遇見了一隻神秘的黑色貓咪露娜，後來更成為了阿兔作為新女英雄角色的導師。露娜給她一個神奇的胸針，並告訴她是個水手服戰士，以及解釋如何使用它轉換成美少女戰士（愛與正義的水手服戰士）。露娜告訴她必須為和平而戰，並需要找到其餘的水手服戰士，以及她們的公主。
阿兔起初不情願下當女英雄，隨著時間的推移，她處事變得更加自信和成熟。作為美少女戰士，她跟她的邪惡對手轉世並誓要將其打敗，並利用「幻之銀水晶」保護地球。漫畫和動畫中的內容於此處有大部分的衝突。
阿兔與父親月野謙之、母親月野育子及弟弟月野進悟居於麻布十番，上述的名字都是作者武內直子現實生活中家庭成員的名字。在所有水手服美少女戰士之中，只有月野兔及愛野美奈子在核心家庭生活，而只有月野兔擁有兄弟姊妹。
阿兔的男朋友是地場衛（禮服幪面俠）。二人的關係是月野兔的個人生活以至整個系列的重要組成部分。在漫畫及動畫系列中，阿兔與地場衛約會了很長時間，他們的愛讓阿兔度過了許多挑戰。在改編動畫中，就在地場衛前往美國之前，他把一枚心形的承諾戒指交給阿兔。戒指代表了他們最終會結婚的承諾。
當阿兔組建了美少女戰士團隊，她得知自己是來自「銀千年」的月亮王國，並且由她的母親將她送到地球轉世。
在動畫第二季中，阿兔得知自己將會跟丈夫（現任男朋友）地場衛，誕下一名女兒（豆釘兔）。她還發現自己到了未來的30世紀時，將會成為了地球的君主—倩妮迪女王。
喜好方面，阿兔很喜歡甜食，其注意力很容易被這些東西分散。在漫畫中，冰淇淋被列為她的愛好，她最喜歡的學科是家政學。她討厭的食物是胡蘿蔔，英語和數學都很差。阿兔被證明是真誠的朋友，她在朋友們有需要的時候靜靜陪伴的身邊，當她想要某些東西時，她會哭得像嬰孩。她害怕看牙醫，鬼魂和閃電，她最大的夢想是成為新娘。她顯然是學校裡漫畫繪畫俱樂部的成員，儘管她的技術變化很大。她站起來的時候身高約150厘米。
在漫畫和動畫中，阿兔基於其獨特的髮型，被地場衛稱她作丸子頭，起初阿兔討厭這個稱號，但隨著二人關係變得親密，它發展成為一種感情的象徵。後來在《最後星光》中，她生活中的其他重要人物也採用這個稱呼。由於沒有北美並沒有「丸子頭」的相關字詞，原來的英語改編幾乎總是以「肉丸頭」或是「月亮臉」來代替。在《Tokyopop Manga》的改編版中，地場衛稱阿兔作「麵包頭」，那是丸子頭的近似值。

### 性格差異
月野兔的角色在系列版本之間.存在不一樣的地方。在漫畫中，她在開始時只是一個愛哭鬼，但她很快就變得成熟並學會為自己作決定。動畫版本通常把阿兔描繪為懶惰而非缺乏智慧的女孩，例如她在朋友分離的威脅下仍對通過高中考試沒有麻煩。
《美少女戰士》動畫版把阿兔描繪得更像小孩子，她經常跟自己的女兒豆釘兔一起玩耍，然而仍可以像漫畫一樣表現出同樣的關懷。她確實在系列中的有進化，但是除了每個故事的最後幾集之外，她在漫畫中欠缺成熟度。
在實際動作的系列中，阿兔跟她於漫畫及動畫都略有不同。她變得更外向並很容易交朋友，這立刻使她的性格與其他戰士發生衝突，每個戰士在某種程度上都是孤獨的。每次有新的戰士出現時，阿兔都會立即嘗試交朋友，儘管幾乎所有人都會感到抗拒。然而，阿兔最終也讓其他戰士意識到他們在一起比單獨時強大。阿兔也習慣於強迫朋友參與她的興趣，此事於她跟火野麗的關係中比較突出，她多次試圖讓阿麗唱歌。

## 身分角色

Sailor Moon的代表符號。

作為一個長壽的人物角色（跨越古代的「銀千年」時代及30世紀），阿兔擁有多個化身、特殊能力和變身，例如倩妮迪公主、Sailor Moon（水兵月）、新倩妮迪女王。在所有她的角色中，她都是以雙髮髻或雙辮子把長髮束起。

### 公主
希蕾妮蒂公主（Princess Serenity (プリンセス・セレニティ)）是於「銀千年」時期生活於月亮王國的公主，她是Sailor Moon的前生。希蕾妮蒂公主的母親是統治著「銀千年」王國，以及觀察著地球的希蕾妮蒂女王。希蕾妮蒂公主的守護者及最親密的朋友分別是水手水星、水手火星、水手木星及水手金星，她們都是其所屬行星的公主，有時到月球上生活。在一次到訪地球期間，希蕾妮蒂公主與地球王國的安迪美奧王子邂逅，然而他們的愛情是被禁止的。
在漫畫中，由美達利亞操蹤的地球王國的人作出攻擊而導致月亮王國垮倒時，安迪美奧為了保護希蕾妮蒂公主面對群眾的攻擊捨身相擋而死去，希蕾妮蒂公主因眼見及此而悲傷過度，因而自殺。
動畫裡，二人被美達利亞操蹤的貝莉爾殺害。希蕾妮蒂公主的母親 — 希蕾妮蒂女皇傷心欲絕，她釋放了幻之銀水晶的力量，把美達利亞以及被操蹤的地球王國的人一同封印，然而涉事的月亮王國人民無一倖免。在女皇去世前，她以銀水晶的力量為她的女兒及其他人提供了重生的機會，她希望在和平時代的地球上，希蕾妮蒂公主與安迪美奧王子能夠一起找到快樂。
在真人版系列中，安迪美奧王子在戰爭期間被殺，希蕾妮蒂公主過度傷心，於是釋放了幻之銀水晶力量，把自己及月亮王國都毀滅了。
後來，希蕾妮蒂公主轉世成為20世紀的月野兔，她在系列中偶爾會以希蕾妮蒂公主的形式出現，通常是在故事的高潮時刻中，當Sailor Moon需要更多力量的時候出現。
阿兔於漫畫的第9集以及動畫的第34集裡發現了自己作為公主的身份，而真人版則在第0集。
當武內直子以白色、黃色，甚至是粉紅色來繪畫阿兔的頭髮，而希蕾妮蒂公主則是幾乎總是白色頭髮。在動畫中，兩者都總是金髮的。然而真人版系列中，希蕾妮蒂公主有著一頭黑色的頭髮和阿兔的棕色眼睛，她把頭髮垂直放下來而不是紮著辮子。在故事情節揭示她是月野兔之前，這使她的身份變得更加模糊。在故事的高潮中，希蕾妮蒂公主有時會獲得一對功能正常的天使翅膀：在《美少女戰士SuperS》中的最後一戰中，她從塔上跳下來拯救豆釘兔後，二人在墜落時與天馬艾里奥斯（天馬）相撞。它亦於《美少女戰士Sailor Stars》中出現，當嘉拉西亞（Sailor Galaxia）抓住海豹之劍時，她在戰鬥中完全擁有了嘉拉西亞。目前仍未清楚她的力量是否來自她的前世，或是屬於阿兔本人，又或是來自天馬（Pegasus）及封印之劍（Sword of Sealing）。

### Sailor Moon
生於22世紀的月野兔是一名就讀於十番町中學二年級的初中生（隨時間的推進成為高中一年級學生），一次跟貓咪露娜的相遇就成為了Sailor Moon（水兵月）。
月野兔是個愛哭鬼，做事經常三分鐘熱度，但內心十分善良與純真的冒失鬼；她的學業成績並不理想，常常因睡過頭而遲到被老師罰站，是讓老師與父母都有點頭痛的女孩子；她人緣極好，跟別人很快就能變得熟絡起來，朋友之一的海野栗雄曾說「阿兔是交朋友的天才」；原本喜歡遊戲機中心的古幡元基，曾經幻想元基為她喜愛的禮服幪面俠，但得知禮服幪面俠是地場衛後便開始跟他相戀，二人在未來有一個女兒豆釘兔。小兔的雌性黑貓露娜與愛野美奈子的阿提密斯相對，牠們彼此之間是認識的。阿兔常跟愛挖苦她的火野麗與豆釘兔鬥嘴，不過感情卻是越吵越好，常因此帶給觀眾許多歡樂；她不會寫漢字，即使在未來成為女皇的時候仍是如此。
系列中經常把阿兔的Sailor Moon（水兵月）身分指向「愛與正義的水手服戰士」，曾經也被稱為「神秘戰士」。在整個系列的大部分時間中，Sailor Moon都是穿著藍色領的白色水手服、白色的手套及粉紅偏紅色的長靴，並戴著新月形耳環。她還戴著紅色髮夾及類似羽毛的白色髮夾，這兩者都可以用於輕微攻擊。 雖然她對Sailor Moon作為美少女戰士的組合有一定的力量，然而她的個性跟平常的她並沒有甚麼不同。
Sailor Moon的攻擊名稱都是圍繞著月亮、愛情、神秘與光明。她開始時是個受驚、勉強且經常需要幫助的女孩，她逐漸接受了她的完整身份。最終她成為了銀河系中最強大的水手服戰士，然而她照顧別人的能力仍然顯得更強大。當Sailor Moon變得更強大或獲得額外的力量時，Salior Moon的外觀和頭銜都會有關鍵的變化。第一個變化發生在第三個主要故事弧度期間—漫畫版的第30集及動畫版的第111集—當她獲得聖杯並成為了超級Salior Moon。在這種情況下，她的制服變得更加華麗，她的力量也增加了。起初她若沒有聖杯的話是無法採用這種形式，但她後來就永久地獲得這種能力。此事發生於漫畫第34集及動畫的第130集時，艾利奥斯（天馬）同時授予她和豆釘兔新的變身胸針。然而，在《美少女戰士SuperS》的版本中，她的水手服背後的白色蝴蝶結比聖杯版本中的短。
Sailor Moon在第四個主要故事尾聲獲得的第三個也是最終的變身形式，由於集合了其他美少女戰士的綜合力量把她變成永恆Sailor Moon，那就是戴安娜所說的「最接近新倩妮迪女王」的力量。永恆Sailor Moon的制服作出了根本性的變化，包括在她的背部增加了兩對天使翅膀以取代了她背後的蝴蝶結。
《美少女戰士》的情節包含了幾個異步性的例子，包括從不同時期出現的Sailor Moon。小小是一個來自未來的小女孩，她原是Sailor Moon的將來式。小小從未來回到現在來協助永恆Sailor Moon對抗戰士嘉拉西亞（Sailor Galaxia）。她好像豆釘兔一般催眠了阿兔一家，讓他們相信自己是家中的一分子。在漫畫中，小小變身成為Sailor Cosmos，這暗示著這就是Sailor Moon的終極形式。然而，Sailor Cosmos自己也承認她是一名逃避戰鬥的懦夫，並且永遠不能跟永恆Sailor Moon最後的勇氣和力量表現相提並論。
在漫畫中，永恆Sailor Moon以進化了的銀水晶來進行她的攻擊。

### Sailor Moon 公主
Sailor Moon公主只出現於真人版系列中，她是倩妮迪公主與Sailor Moon的強大結合。當阿兔擁有前生的記憶時，Sailor Moon公主就被介紹出場。Sailor Moon公主最初出現於貝爾女王利用四大天王來交換地場衛作人質，Sailor Moon變身作Sailor Moon公主並阻止貝爾女王利用她的劍。
Sailor Moon公主跟阿兔並非同一個人，她們有不同的個性。Sailor Moon公主對「四大天王」的命運顯得無悔，她稱地場衛為安迪美奧王子，而非其平民的名字。她總是感到生氣，而且對自己造成死亡或破壞毫無擔憂。在一次行動中，阿兔的朋友—大阪奈留意外地跟她走得太近，因此不得不去醫院。它還顯示，倩妮迪公主能完全控制升級的事，儘管該系列的大部分宣傳資料都是展現微笑，然而Sailor Moon公主直到最後跟阿兔和解之後都沒有微笑。
在她作為Sailor Moon公主對抗期間，倩妮迪公主告訴阿兔指若安迪美奧王子再次被帶走的話，她會毫不猶豫地摧毀這個世界。阿兔懇求倩妮迪公主不要過度使用她的權力，然而遭到拒絕。由於阿兔害怕最終這個世界將被摧毀，她嘗試壓制她的力量。她內心的衝擊著迫使她進行耐力訓練，以保持她的力量與倩妮迪公主的角色相差不遠。阿兔最初成功，但有些負面的想法。然而，當她被迫殺死一個阿衛的附身時，倩妮迪公主克服了阿兔的抵抗，並變身成為Sailor Moon公主。倩妮迪公主甚至召喚了她的僕從來攻擊其他水手服戰士以防止她們阻止自己。Sailor Moon公主再次成功摧毀這個世界，但是倩妮迪公主最終也意識到自己需要為此負上責任。
Sailor Moon公主擁有一把可以轉移敵人的攻擊或釋放毀滅性的拋射物的劍，這把劍也是一把帶有隱形琴弦的豎琴，Sailor Moon公主用此哀悼她失去的安迪美奧王子。該豎琴的主要力量是治癒人類和土地的能力。除了治療能力之外，對彈奏豎琴者的確切效果尚未清楚，但它經常導致她的銀水晶為邪惡的米達利亞女王提供能量，加速對星球的破壞。
Sailor Moon公主與真人版系列獨有的其他角色一樣，武內直子為Sailor Moon公主設計了服裝。她的水手服比Sailor Moon的服裝精緻得更多，她的手套上包括有珍珠，及裙上有蕾絲。事實上，在《美少女戰士：短篇小說》第1冊中的封底有一個非常相似的設計。

### 新女皇
在第二個主要故事中，據透露，作為倩妮迪公主的阿兔最終將會成為未來30世紀新的銀千年年代—「水晶東京」的女皇。她首次出現於漫畫的第16集，動畫第68集的未來形式。阿兔得知她將會獲得「地球君主」的稱號，而安迪美奧國王則長伴在側。在動畫中指出，在避開第二個冰河時代之後，倩妮迪公主就成為了新倩妮迪女皇，雖然動畫中從未討論過具體細節。這體現了比現在更成熟的阿兔，雖然她在某些方面仍然是很孩子氣的。例如在第104集，小小兔把一封來自未來的信交給水手服戰士們，那是新倩妮迪女皇要求眾人訓練小小兔，然而這封信過於簡單化，幾乎沒有日本漢字；在第146集中，戴安娜指國王與女皇有時會生病以脫離困境。她通過時空之門發送給小小兔的信件有時候會以自畫像作簽名（有時以安迪美奧國王的自畫像）。在漫畫中，新倩妮迪女皇告訴現今的水手服戰士們，指自己成為女皇後，她失去了作為水手服戰士的能力。在動畫的第二輯中，當眾人變身的時候，她不能變身成為Sailor Moon。不過，她在回想中顯示，當未來的安迪美奧國王描述新倩妮迪女皇帶來和平期間的偉大壯舉時，她看到那強大的力量。
服飾方面，她的衣著是公主時期的改良版本。其肩膀的配件被省略，一個巨型的天使蝴蝶結取代了公主時期較小的一個。在漫畫中，新倩妮迪女皇的連衣裙跟她過去的造型相似。她仍戴著皇冠和新耳環。她額頭上的新月標記仍清晰可見，就如公主時期的一樣。她的臉部與表情都比20世紀的阿兔更加成熟，但仍保留了其標誌性的髮型。
這種是豆釘兔作為考慮成為其真正母親的形式，而她過去把阿兔視為姐姐的人物。

## 能力
阿兔透過佩戴特殊裝置（通常是胸針）並叫喊出呼特殊口號就能激活裝置變身成為水手服戰士，她最初的變身口號是（ムーンプリズムパワー、メイクアップ!）。她在五個主要故事中均會獲得一個新的變身口號。在漫畫的第五個主要故事中，她以「月亮·水晶·力量·變身」來變成永恆Sailor Moon，在動畫版中是以「永恆月光變身」來呼喚。起初，由於使用變身胸針升級是暫時性的，她必須以超級Sailor Moon的形式來成為永恆Sailor Moon。當她跟納莉尼亞女王作最後對決時，她的胸針永久升級，讓她能直接變身作永恆Sailor Moon。
大部分的動畫的變身程序是涉及從她的胸針飛出閃亮的紅色或粉紅色絲帶圍繞著她成為她的水手服。羽毛和翅膀在某些位置佔有突出的地位，特別是變身成為永恆Sailor Moon的時候。
作為主角及領袖，阿兔擁有系列中任何角色中最多的異能。她的實際攻擊通常都是一次性的，並不總是成功的，包括她偶爾使用髮夾作為她的射彈武器。她其中一項技能是「超音波攻擊（」（超聲波），這涉及利用她的紅色髮夾來放大她的尖叫聲。

### 銀水晶
傳說中的銀水晶（幻の銀水晶）是一種具魔法的水晶，只有月亮王國的成員才能使用。第一部英語配音的動畫有時稱它為「帝國銀水晶（Imperium Silver Crystal）」以及其他各種名稱。
該銀水晶擁有無限的力量，能夠讓整個世界從毀滅中恢復過來。然而，使用這種力量的往往讓使用者喪失生命，因為該力量是來自月亮王國的生命力。在動畫中這種情況發生了三次，第一次是來自倩妮迪女皇的回憶；第二次是在第一季結束時擊敗美達利亞女王；最後就是在R電影中。在銀千年時代，銀水晶被顯示為新倩妮迪女皇的力量源泉，月野兔與小小兔一起繼承著銀水晶的力量。然而，在S系列的電影中顯示，所有美少女戰士集合的力量讓Sailor Moon運用銀水晶的全部力量是沒有致命的結果（雖然她在使用後仍然筋疲力歇）。
在漫畫及動畫，以及第二部動畫系列中都把銀水晶描繪成為宇宙中最強大的神器，能夠集中其擁有者的能量以執行壯大的攻擊。但是，仍有幾件神器能跟它媲美，包括死亡幻影的黑色水晶，和嘉拉西亞（Sailor Galaxia）的青金石水晶（Saffer Crystal）。在動畫的第五個系列中，那銀水晶似乎也是Sailor Moon的星宿種子，此事在R系列電影中暗示過，漫畫意味著她是其水晶戰士（Sailor Crystal）。它以多種形狀呈現，包括圓形，鑽石狀，玫瑰狀，心形，星形和蓮花狀，最後它會以粉紅色的晶狀儲存於Sailor Moon及Sailor Chibi Moon的變身胸針內。
由於豆釘兔是來自未來，最終她從阿兔那裡承繼了銀水晶，使該系列中存在兩個版本。在第一階段及第二階段的故事後，銀水晶的擁有者把它們設置在各自的變身器中，並且只在緊急需要時它們移除。
原創動畫有七個彩虹水晶把七個大怪物封印其中，它們都是以倩妮迪女皇的力量把它們密封在銀水晶單獨的碎片內。他們在幾個世紀後轉世，然後他們被帶到了地球，但他們並沒有前生存在的記憶。所有七個彩虹水晶（漫畫中，其中一顆是阿兔的眼淚）都需要重新組合形成銀水晶。

## 概念和創作
月野兔和Sailor Moon的系列是從作者武內直子較早時期的一次性系列名為《代號：Sailor V》。在武內直子的首個Sailor Moon系列的提案中，五位女主角中的每一位都擁有完全獨特的裝配。最終決定她們會穿著基於單一主題的制服，其設計最接近Sailor Moon原始制服的概念。Sailor Moon的原始版本有一些細微的差別，包括顏色的變化，露出的腹部，以及圍繞著其手套及靴子的絲帶。她還有一個面具，它曾出現於漫畫的幾個章節中但後來被丟棄。Sailor Moon制服的這些方面都展示在多件早期的畫像中，伴隨著槍枝及斗篷，這也是原始概念的一部分。
武內直子以月野兔的標誌性髮型為基礎，她在大學的學習期間帶來「好運氣」。在艱深的課程或考試之前，武內直子會把其頭髮束成髻。Sailor Moon於早期的草圖中有粉紅色的頭髮，但是在發展的中段，武內直子計劃讓這個角色的頭髮成為平民化的金髮，當她變身的時候轉為銀白色。她的編輯小佐野文雄（Fumio Osano）告訴她指銀白色的頭髮對於封面藝術來說是太素色了。在後來的藝術作品中有時會出現使用不同髮色的風格，當女主角於《美少女戰士電視劇》中變身時就會出現頭髮變色的概念。
在美少女戰士成立時，月野兔的個性是在眾水手服戰士當中最接近武內直子本人。
在日本漢字中，月野兔的姓氏被翻譯為「月」及「野」，她的名字在平假名為「兎」（うさぎ），但它的意義並不是固有的「兎」，在這裡的意思是「兔」，這個在系列中經常被用作雙關語，包括她的髮型和擁有物。她的名字可以被理解為「月亮的兔子」。這個源於月兔的民間故事，據說是可見於月球的臉上，很像西方的月亮人。在英語版漫畫中，連同其他地區的版本，給她「兔子」的綽號來作為一個部分保留這個雙關語。然而，「阿兔」在日本並非一個常見的名字。

## 小檔案
- 名字：月野兔 （「野」的日文發音為「の」, 意思是「之」, 全名意為「月之兔」）
- 羅馬拼音：Tsukino Usagi
- 初登場年齡﹕14歲
- 天文符號：☽
- 誕生石：珍珠
- 最喜爱的颜色：白色
- 最喜爱的食物：冰淇淋、蛋糕
- 最討厭的食物：胡蘿蔔
- 喜歡的學科：家政
- 討厭的學科：數學、英語
- 興趣：吃蛋糕、睡覺
- 擅長：奉承哭著哀求
- 夢想：成為新娘
- 登場台詞：「我是愛與正義的水手服美少女戰士，水手月亮」、「我要代替月亮來懲罰你」

（港版：「愛與正義，穿水手服的美少女戰士Sailor Moon」、「我要替月行道，儆惡懲奸」）

## 水手月亮
守護星:以愛與正義之星‧月亮，
戰士稱號:神秘戰士。
幻之銀水晶的持有人。頭上的「月冕」能發出超音波增幅，持有放出淨化功能的彎月神杖。同時，她額上的月冕能拿來攻擊別人但其他戰士卻不能（但在進化成永恆水手月亮後月冕便消失，變成月亮公主的印記；因此動畫曾有永恆水手月亮要使用月冕飛擊，但改丟比薩的橋段）。

### 變身口號

#### 動畫版
| 版本／頻道                     | 原版                         | 無綫電視                  | 愛子動畫              | 華視                                                         | 中國大陸遼藝版       | MOMO親子台             | 巨童                   |
| ------------------------------ | ---------------------------- | ------------------------- | --------------------- | ------------------------------------------------------------ | -------------------- | ---------------------- | ---------------------- |
| 初代                           | Moon Prism Power! Make Up!   | 月稜鏡力量，變身！        | 月稜鏡力量，Make Up！ | 月光仙子賜給我力量，變身（無印）、月亮稜鏡神光，變身！（R）  | 月稜鏡威力，變身！   | 月亮三稜鏡力量，變身！ | 月球三稜鏡，變幻無奇！ |
| R代                            | Moon Crystal Power! Make Up! | 月水晶力量，變身！        | 月水晶力量，Make Up！ | 月亮水晶神光，請賜給我力量！                                 | 月稜鏡威力，變身！   | 月亮水晶力量，變身！   | 月球水晶，變幻無奇！   |
| S代                            | Moon Cosmic Power! Make Up!  | 月宇宙力量，變身！        | 月宇宙力量，Make Up！ | 月亮水晶神光，請賜給我力量！（S）月亮宇宙神光，請賜給我力量! | 月球精鑽，變幻無奇！ | 月亮宇宙力量，變身！   |                        |
| S代聖杯（二段變身）            | Crisis! Make Up!             | 彩碟幻化，變身！          | Crisis Make Up!       | 緊急情況，兩段變身！                                         |                      | 緊急變身！             | 危機，變幻無奇！       |
| SuperS代                       | Moon Crisis! Make Up!        | 月光幻彩，變身！          | Moon Crisis Make Up!  | 月球危機緊急，第三段變身！                                   |                      | 月亮緊急變身！         | 月球危機，變幻無奇！   |
| Stars代（最後星光）            | Moon Eternal! Make Up!       | 永恆月光，變身！          | Moon Eternal Make Up! | 永遠的月光仙子，請賜給我力量！                               |                      | 月亮永恆，變身！       | 月球永恆，變幻無奇！   |
| Crystal 第1期                  | Moon Prism Power! Make Up!   | 月稜鏡力量，變身！(ViuTV) |                       | 月光仙子，請賜給我力量，變身！(台視HD)                       |                      |                        |                        |
| Crystal 第2期                  | Moon Crystal Power! Make Up! | 月水晶力量，變身！(ViuTV) |                       | 月亮水晶神光，請賜給我力量，變身！(台視HD)                   |                      |                        |                        |
| Crystal 第3期                  | Moon Cosmic Power! Make Up!  | 月宇宙力量，變身！(ViuTV) |                       | 月亮宇宙神光，請賜給我力量，變身！(台視HD)                   |                      |                        |                        |
| Crystal聖杯 第3期 （二段變身） | Moon Crisis! Make Up!        | 彩蝶幻化，變身！(ViuTV)   |                       | 月亮緊急，變身！(台視HD)                                     |                      |                        |                        |

#### 漫畫版
- 第1~3卷：月亮·三稜鏡·力量·變身
- 第4~7卷：月亮·水晶·力量·變身
- 第7~8卷、第11卷：月亮·宇宙·力量·變身
- 第9卷~11卷：危機·變身（變身為超級水手月亮）
- 第12~14卷：月亮·危機·變身
- 第15~18卷：月亮·永恆·變身（變身成永恆水手月亮）

#### 真人版
- 月亮稜鏡力量，變身（Moon Prism Power，Make Up！）

### 武器／道具

#### 變身道具
- 初代：月光稜鏡變身盒
- R代：月光水晶變身盒
- S代：月光心鑽變身盒
- S代聖杯（二段變身）：聖杯
- SuperS代：幻彩月光變身盒
- Stars代（最後星光）：永恆月光變身盒
- Crystal：月光稜鏡變身盒

#### 武器
- 初代：月冕（頭帶）
- 初代（中後期）：新月棒（彎月神杖）
- R代：女王新月權杖／粉紅月亮權杖（月光公主權杖）
- S代聖杯（二段變身）：螺旋愛心月權杖／螺旋月光愛心神杖（螺旋月光神杖）
- SuperS代：幻彩星光棒（月光萬花筒神杖）
- Stars代（最後星光）：永恆月光棒（永恆月光神杖）
- Crystal：月冕（頭帶）

### 必殺技

#### 動畫版
| 90年代動畫版 | 90年代動畫版 | 90年代動畫版                     | 90年代動畫版         | 90年代動畫版                                           | 90年代動畫版          | 90年代動畫版     | 90年代動畫版     | 90年代動畫版          |
| 初次出現回數 | 日文原版     | 英語                             | 香港翻譯 (TVB)       | 台灣翻譯 (华视)                                        | 台灣翻譯 (MOMO亲子台) | 中国大陆辽艺版   | 巨童             | 香港翻譯 (VHS/VCD/LD) |
| --- | ------------ | -------------------------------- | -------------------- | ------------------------------------------------------ | --------------------- | ---------------- | ---------------- | --------------------- |
| 1 |              | Moon Tiara Action                | 月冕飛擊             | 頭帶行動（無印）、 月亮三重冠電光（R代起）             | 月冕飛擊              | 月之冕，出击！   | 月冕出擊         | 月冕飛擊              |
| 將頭冠化作一個帶有能量的橢圓形飛盤（實際上頭冠是高速旋轉狀態）對著敵人投擲出去，切斷目標。 |              |                                  |                      |                                                        |                       |                  |                  |                       |
| 5 |              | Moon Tiara Stardust              | 月冕星塵             | 頭帶行動                                               | 月冕星塵              | 月之冕，星明星！ | 月冕進化         | 月冕星塵光線          |
| 投擲出去的頭冠在受妖魔控制的人們頭上迴旋并撒下金色的星塵，將他們恢復原狀。 |              |                                  |                      |                                                        |                       |                  |                  |                       |
| 25 |              | Moon Healing Escalation          | 月光昇華洗禮         | 弦月神功 月光復原 月光還原 月光神杖·調整 月光恢復·增強 | 月光癒療進化          | 月亮能力，升級！ | 月球神聖進化     |                       |
| 使用散發出淨化霧氣的彎月神杖從自身正面描繪出一個光環，使妖魔七人組從妖魔恢復成人類。安裝了魔幻銀水晶的彎月神杖提升了原來的力量，描出光環后高舉彎月神杖，伴隨著銀水晶散發出耀眼的光輝釋放出數個能量光球集中在敵人身上，使其得到進化并恢復成原來的樣子。 |              |                                  |                      |                                                        |                       |                  |                  |                       |
| 51（R代第5話） |              | Moon Princess Halation           | 月公主華光           | 月亮公主神光                                           | 月亮公主光暈          | 星月棒，出击！   | 月球公主光暈     |                       |
| 使用集中了白月光輝的星月棒釋放出華麗的聖光軌道后飛射出月牙形的能量光彈淨化敵人。也可作為物理攻擊技使用。 |              |                                  |                      |                                                        |                       |                  |                  |                       |
| 91（S代第2話） |              | Moon Spiral Heart Attack         | 月光螺旋愛心攻擊     | 螺旋月光神杖·心電攻擊                                  | 月光螺旋愛心攻擊      | -                | 月球螺旋愛心攻擊 | 月螺旋心星輝攻擊      |
| 耍著螺旋愛心月權杖使身體高速旋轉後，權杖的寶石部分釋放出旋轉的聖光軌道，大量的粉紅愛心順著軌道溢出形成一個巨大的粉紅愛心墻從正面撞擊敵人。 |              |                                  |                      |                                                        |                       |                  |                  |                       |
| 112（S代第23話） |              | Rainbow Moon Heart Ache          | 彩虹月光愛心攻擊     | 彩虹月光·心電攻擊                                      | 彩虹月亮心悸          | -                | 彩虹月球心電攻擊 |                       |
| 使用聖杯二段變身后提升的招式。耍著螺旋愛心月權杖使身體高速旋轉後，權杖的先端部分快速釋放出附有愛心的螺旋狀寬條彩帶，隨後一道七色彩虹掠過敵人形成一個巨大的粉紅愛心墻從正面撞擊敵人。                                                                   |              |                                  |                      |                                                        |                       |                  |                  |                       |
| 130（SS代第3話） |              | Moon Gorgeous Meditation         | 月光華麗魅影         | 超級輝煌月光·冥想光束                                  | 月亮華麗冥想          | -                | 月球華麗魅影     | 月華美漫漫沉思        |
| 天馬頭部的黃金水晶閃爍光芒賜予Sailor Moon月光萬花筒神杖，Sailor Moon將月光萬花筒神杖直刺前方，釋放出大量的萬花筒鏡片，在映射出各種五彩的花紋后讓放射線妖粉碎。                                                                                         |              |                                  |                      |                                                        |                       |                  |                  |                       |
| 168（Sailor Stars第2話） |              | Starlight Honeymoon Therapy Kiss | 甜蜜月影星暉復原華光 | 蜜月星星之光·水手治療之吻                              | 星光蜜月療癒之吻      | -                | 星光甜蜜月球之吻 |                       |
| 兩手高舉永恆月光神杖，從神杖先端部分散發出粉紅色的華麗閃光，感染體被大量的粉紅色光束照射后沐浴在猛烈的羽毛風暴中恢復成原本的樣子。 |              |                                  |                      |                                                        |                       |                  |                  |                       |
| 187（Sailor Stars第21話） |              | Silver Moon Crystal Power Kiss   | 銀白之月水晶力量華光 | 銀色月光·水晶神光之吻                                  | 銀色月光水晶力量之吻  | -                | 銀白之月水晶能量 |                       |
| 兩手高舉鑲嵌了永恆聖杯的永恆月光神杖，從神杖先端部分散發出金色的華麗閃光，感染體被大量的金色光束照射后沐浴在猛烈的羽毛風暴中恢復成原本的樣子。 |              |                                  |                      |                                                        |                       |                  |                  |                       |

| Crystal（新版動畫） | Crystal（新版動畫） | Crystal（新版動畫）      | Crystal（新版動畫） | Crystal（新版動畫） |
| 初次出現回數 | 日文原版            | 英語                     | 香港翻譯 (ViuTV)    | 台灣翻译 (台視HD)   |
| --- | ------------------- | ------------------------ | ------------------- | ------------------- |
| 1 |                     | Moon Tiara Boomerang     | 月冕飛擊            | 月亮頭冠迴旋        |
| 用頭冠化作一個旋轉的光圈向敵人投去，將敵人切成兩段。光圈也可以把敵人拘束起來。                                                     |                     |                          |                     |                     |
| 6 |                     | Moon Healing Escalation  | 月光昇華洗禮        | 月光昇華洗禮        |
| 使用彎月神杖釋放出金色的淨化光波將洗腦的人類恢復自己的意識，並復原一切被破壞的環境，使大地重獲生機。                               |                     |                          |                     |                     |
| 15 |                     | Moon Princess Halation   | 月公主華光          | 月亮公主神光        |
| 雙手高舉閃爍金光的星月棒后將其指向敵人，從星月棒先端釋放出金色的閃光波消滅敵人。                                                   |                     |                          |                     |                     |
| 27 |                     | Moon Spiral Heart Attack | 月光螺旋愛心攻擊    | 月光螺旋愛心攻擊    |
| 和舊版動畫同樣的招式，只是從螺旋愛心月權杖先端放出一個很大的粉紅愛心高速旋轉著向敵人衝去，并將敵人包在愛心中央將其淨化。           |                     |                          |                     |                     |
| 33 |                     | Rainbow Moon Heart Ache  | 彩虹月光愛心攻擊    | 彩虹月光愛心攻擊    |
| 和舊版動畫同樣是使用聖杯二段變身后提升的招式。螺旋愛心月權杖的先端緩緩釋放出一道道附有愛心的螺旋狀彩帶，彩帶包圍著敵人并將其粉碎。 |                     |                          |                     |                     |

#### 真人版
| 1 |  | Moon Healing Escalation     | 月光昇華洗禮 |
| 使用月光權杖描著圓形，并散發出閃亮的星光將被妖魔附身的人類恢復原狀。                                             |  |                             |              |
| 2 |  | Moon Tiara Boomerang        | 月冕飛擊     |
| 將頭冠變化為閃爍的V字形迴旋鏢向敵人投去。                                                                        |  |                             |              |
| 2 |  | Moon Twilight Flash         | 月亮閃爍華光 |
| 使用月光權杖發射出一個個閃光彈攻擊敵人。                                                                         |  |                             |              |
| 28 |  | Moonlight Attractive Attack | 月光引力攻擊 |
| 水手五戰士的合體必殺技（必須四位戰士或以上）。水手星之鈴鼓的力量集中在月光權杖后，一同釋放出強烈的光波攻擊敵人。 |  |                             |              |
| Special Act |  | Sailor Planet Attack        | 水手行星攻擊 |
| 水手戰士召喚自己守護星的力量后放出一個耀眼的能量球擊倒敵人。                                                     |  |                             |              |

#### 漫畫版
| 日文原版 | 英語 | 大然文化                                | 天下出版             | 中国对外翻译出版                                            |
| -------- | ---- | --------------------------------------- | -------------------- | ----------------------------------------------------------- |
|          |      | 月亮浮利斯比                            | 月冕飛擊             | 月亮飞碟                                                    |
|          |      | 踢                                      | Sailor Moon飛腿                 | 飞脚                                                        |
|          |      | 月光·閃爍                               | 月星靈幻閃光         | 月光！闪烁！ 月亮·旋转·发光                                 |
|          |      | 月亮·聲音·放大 月亮·閃爍·擴大           | 月光滅邪波           | 月亮·光环·闪烁 月亮棒·闪烁·攻击 月亮·光波·闪烁              |
|          |      | 月亮公主光輝 月亮公主光暈               | 月星公主滅邪波       | 月亮公主迷幻                                                |
|          |      | 月亮螺旋愛心攻擊                        | 月心螺旋激           | 月亮心旋轉攻擊 螺旋月亮心 月亮旋轉閃爍攻擊 月亮旋轉威力攻擊 |
|          |      | 虹色月心激                              | 虹色月心激           | 虹色月心激                                                  |
|          |      | 虹色双月心激                            | 虹色双月心激         | 虹色双月心激                                                |
|          |      | 月亮·華麗·思考                          | 月星沉思華麗聖光     | 月亮·綺麗·夢幻                                              |
|          |      | 宇宙之光·蜜月·治療之吻 星光蜜月治療之吻 | 星光蜜月療愈之吻     | 星光·蜜月！撞擊征服                                         |
|          |      | 幻之銀水晶力量·治療之吻                 | 銀月水晶力量療愈之吻 | 银月亮水晶·能量！撞击征服                                   |
|          |      | 幻之銀水晶！永遠的力量！                | 銀月水晶 永恆力量    | 银月亮水晶！永恒·能量！                                     |